# Liu E
Liu E, oppure Liu O, o anche T'ieh-yün (劉鶚T, 刘鹗S, Liú ÈP; Distretto di Dantu, 18 ottobre 1857 – Ürümqi, 23 agosto 1909), è stato uno scrittore e archeologo cinese.

## Biografia
Liu E, figlio del funzionario provinciale Liu Chengzhong, visse in un periodo di decadenza politica ed economica della Cina, e la sua esistenza tormentata rispecchiò le difficoltà dell'epoca.
Uomo di grande cultura scientifica e letteraria, studiò materie scientifiche, come astronomia, matematica, oltre che musica,epigrafia cinese; ebbe cariche burocratiche, si occupò di numerosi lavori governativi relativi alla gestione delle alluvioni, delle carestie e alla costruzione di ferrovie, dopo di che sostenne i promotori di riforme di tipo occidentale e tentò di sfruttare le miniere di ferro con metodi più moderni.
La sua personalità si caratterizzò per una grande irrequietezza, differente dalla tipica figura del letterato confuciano.
Si avvicinò alla cosiddetta filosofia Taigu, alla ricerca di una base intellettuale e spirituale per la sua vita.
Tra le sue opere letterarie è da menzionare il romanzo autobiografico Lao Ts'an yu-chi (I viaggi di Lao Can), pubblicato tra il 1902 e il 1905 su un giornale di Tientsin, incentrato su una satira acuta e pittoresca contro la burocrazia ed il conservatorismo e con un appello a salvare la Cina del decadente impero Qing, ritratta come una nave che affonda e deve essere salvata con gli strumenti occidentali (cioè bussola e compasso).
In questa opera, l'autore, espresse il suo appoggio al partito riformista, anche se criticò sia i riformatori sia i rivoluzionari. Questa sua opinione gli causò problemi, perché fu accusato di corruzione dalle autorità e venne condannato alla perdita delle sue proprietà e all'esilio nel Turkestan Orientale, dove morì poco dopo.
Sia per la vivacità della lingua sia per le tematiche descritte, l'opera ottenne un grande e durevole successo, divenendo, un esempio di rinnovamento della lingua cinese scritta.
Come archeologo fu il primo a collezionare le ossa oracolari della seconda dinastia cinese e a studiare le iscrizioni contenute su di esse, aprendo le porte alla conoscenza dell'antica società cinese.